# Turnul lui Vasile Lupu
Turnul lui Vasile Lupu este un monument istoric situat în satul Mănăstirea Humorului, județul Suceava. Este situată în incinta mănăstirii Humor. Clădirea a fost construită în anul 1641. Figurează pe noua listă a monumentelor istorice sub codul LMI: SV-II-m-A-05570.04.

## Vezi și
- Mănăstirea Humor